# 이치카와 유마
이치카와 유마(일본어: 市川 侑麻, 1998년 6월 29일~)는 일본의 축구 선수이다.

## 구단 경력
그는 2021년 일본 지역 리그의 도쿄 23 FC에 입단했고, 2년동안 팀에서 뛰었다. 2023년 J3리그의 아술 클라로 누마즈로 이적했다. 2024년 일본 지역 리그의 후쿠이 유나이티드 FC로 이적했다.